# オマール・ローム
オマール・ローム（Oumar Loum、1973年12月31日 ‐ ）は、セネガルの元陸上競技選手。専門は短距離走。100mで10秒17、200mで20秒17の自己ベストを持つ、両種目のセネガル記録保持者。
セネガルを代表するスプリンター。1993年シュトゥットガルト世界選手権男子100mで記録した準決勝2組8着、2000年シドニーオリンピック男子200mで記録した2次予選4組5着という成績は、世界選手権とオリンピックの両種目におけるセネガル勢最高成績である。アフリカ選手権男子200mでは1996年大会で金メダルを獲得し、以後2002年大会まで4大会連続でメダルを獲得した。

## 経歴

### 1993年
弱冠19歳で8月のシュトゥットガルト世界選手権男子100mに出場すると、1次予選を10秒41（+0.7）の組2着、2次予選は10秒33（-0.1）の組4着で突破し、初の世界選手権で準決勝に進出したが、準決勝は10秒60（+0.9）の組8着に終わった。これは男女通じて、世界選手権100mにおけるセネガル勢最高成績である（2015年北京大会終了時）。

### 1996年
6月のアフリカ選手権男子200mを20秒70で制し、この種目で14年ぶりの金メダルをセネガルにもたらした。

### 2000年
9月にシドニーオリンピックに出場すると、男子200mの1次予選を20秒87（-0.1）の組3着で突破し、2大会連続で2次予選に進出した。2次予選では組4着以内に入れば初の準決勝進出だったが、結果は20秒60（+0.4）の組5着に終わり、組4着とは0秒07差で準決勝進出を逃した。これは男女通じて、オリンピック200mにおけるセネガル勢最高成績である。

### 2001年
3月のリスボン世界室内選手権男子200m予選を21秒22の組2着で突破。個人種目では1993年シュトゥットガルト世界選手権以来となる世界大会の準決勝に進出し、初の決勝進出をかけて準決勝に臨んだが、結果は21秒49の組4着（組最下位）に終わった。これは男女通じて、世界室内選手権200mにおけるセネガル勢最高成績である。8月のエドモントン世界選手権では、1993年シュトゥットガルト大会以来の出場となった100mは2次予選で敗退した。200mも2次予選で組5着に終わり敗退したが、2次予選でマークした20秒43（+1.2）は、他の組でなら組4着以内に入れる好タイムだった。

### 2003年
8月のパリ世界選手権男子200mで前回大会に続いて2次予選に進出したが、2次予選は20秒67（+2.3）の組5着に終わり、組4着とは0秒08差で準決勝進出を逃した。

## 自己ベスト
記録欄の（　）内の数字は風速（m/s）で、+は追い風、-は向かい風を意味する。
| 種目 | 記録           | 年月日                      | 場所                   | 備考                  |
| 屋外 | 屋外           | 屋外                        | 屋外                   | 屋外                  |
| ---- | -------------- | --------------------------- | ---------------------- | --------------------- |
| 100m | 10秒17 (-0.4)  | 2002年3月27日               | バマコ                 | セネガル記録          |
| 100m | 10秒06w (+4.0) | 2000年3月18日               | ポロクワネ             | 追い風参考記録        |
| 200m | 20秒21A (+0.6) | 2000年7月1日                | メキシコシティ         | セネガル記録 高地記録 |
| 200m | 20秒19w (+2.3) | 2000年8月13日               | ラ・ショー＝ド＝フォン | 追い風参考記録        |
| 300m | 33秒09         | 2003年9月16日               | ナンシー               | セネガル記録          |
| 室内 |                |                             |                        |                       |
| 200m | 20秒90         | 1995年2月19日 2001年2月18日 | リエヴァン             | セネガル記録          |

## 主要大会成績
| 年   | 大会                           | 場所               | 種目    | 結果    | 記録          | 備考                       |
| ---- | ------------------------------ | ------------------ | ------- | ------- | ------------- | -------------------------- |
| 1992 | 世界ジュニア選手権             | ソウル             | 100m    | 4位     | 10秒51 (0.0)  |                            |
| 1993 | 世界選手権                     | シュトゥットガルト | 100m    | 準決勝  | 10秒60 (+0.9) | 男女通じてセネガル最高成績 |
| 1993 | 世界選手権                     | シュトゥットガルト | 200m    | 1次予選 | 21秒12 (+0.1) |                            |
| 1994 | フランス語圏競技大会 (en)      | パリ               | 100m    | 3位     | 10秒35        |                            |
| 1996 | アフリカ選手権 (en)            | ヤウンデ           | 200m    | 優勝    | 20秒70        |                            |
| 1996 | オリンピック                   | アトランタ         | 200m    | 2次予選 | 21秒31 (-0.7) |                            |
| 1997 | 世界選手権                     | アテネ             | 200m    | 1次予選 | 20秒95 (+0.6) |                            |
| 1998 | アフリカ選手権 (en)            | ダカール           | 200m    | 3位     | 20秒59 (-0.9) |                            |
| 2000 | アフリカ選手権 (en)            | アルジェ           | 200m    | 3位     | 20秒76 (+0.2) |                            |
| 2000 | オリンピック                   | シドニー           | 200m    | 2次予選 | 20秒60 (+0.4) | 男女通じてセネガル最高成績 |
| 2000 | オリンピック                   | シドニー           | 4x400mR | 準決勝  | 3分02秒94     |                            |
| 2001 | 世界室内選手権                 | リスボン           | 200m    | 準決勝  | 21秒49        | セネガル最高成績           |
| 2001 | フランス語圏競技大会 (en)      | オタワ             | 200m    | 2位     | 20秒59 (+0.5) |                            |
| 2001 | 世界選手権                     | エドモントン       | 100m    | 2次予選 | 10秒42        |                            |
| 2001 | 世界選手権                     | エドモントン       | 200m    | 2次予選 | 20秒43 (+1.2) |                            |
| 2002 | アフリカ選手権 (en)            | ラデス             | 200m    | 3位     | 20秒37 (+2.4) |                            |
| 2002 | アフリカ選手権 (en)            | ラデス             | 4x100mR | 2位     | 40秒08        |                            |
| 2003 | 世界室内選手権                 | バーミンガム       | 200m    | 予選    | 21秒62        |                            |
| 2003 | 世界選手権                     | パリ               | 200m    | 2次予選 | 20秒67 (+2.3) |                            |
| 2003 | アフリカ競技大会 (en)          | アブジャ           | 200m    | 4位     | 20秒86 (-0.9) |                            |
| 2003 | アフリカ競技大会 (en)          | アブジャ           | 4x100mR | 3位     | 39秒79        |                            |
| 2003 | アフロアジア競技大会 (en)      | ハイデラバード     | 100m    | 決勝    | DNS           |                            |
| 2003 | アフロアジア競技大会 (en)      | ハイデラバード     | 200m    | 3位     | 20秒99 (+0.8) |                            |
| 2004 | アフリカ選手権 (en)            | ブラザヴィル       | 200m    | 7位     | 21秒43 (0.0)  |                            |
| 2004 | アフリカ選手権 (en)            | ブラザヴィル       | 4x100mR | 4位     | 39秒96        |                            |
| 2004 | アフリカ選手権 (en)            | ブラザヴィル       | 4x400mR | 7位     | 3分10秒61     |                            |
| 2004 | オリンピック                   | アテネ             | 200m    | 1次予選 | 20秒97 (+1.8) |                            |
| 2005 | イスラム諸国連帯 競技大会 (en) | メッカ             | 100m    | 5位     | 10秒52 (+0.8) |                            |
| 2005 | イスラム諸国連帯 競技大会 (en) | メッカ             | 200m    | 3位     | 21秒10 (0.0)  |                            |
| 2005 | 世界選手権                     | ヘルシンキ         | 200m    | 1次予選 | 21秒37 (-0.4) |                            |
| 2005 | フランス語圏競技大会 (en)      | ニアメ             | 200m    | 3位     | 21秒12 (+1.0) |                            |
| 2005 | フランス語圏競技大会 (en)      | ニアメ             | 4x100mR | 4位     | 40秒36        |                            |
| 2006 | アフリカ選手権 (en)            | バンブース         | 200m    | 決勝    | DNS           |                            |
| 2006 | アフリカ選手権 (en)            | バンブース         | 4x100mR | 4位     | 40秒54        |                            |
| 2007 | アフリカ競技大会 (en)          | アルジェ           | 200m    | 8位     | 21秒77 (-0.7) |                            |
| 2009 | フランス語圏競技大会 (en)      | ベイルート         | 200m    | 予選    | 24秒59 (-1.9) |                            |
| 2009 | フランス語圏競技大会 (en)      | ベイルート         | 4x100mR | 3位     | 39秒87        |                            |